# Algemene Vergadering van de Organisatie van Amerikaanse Staten
De Algemene Vergadering van de Organisatie van Amerikaanse Staten is het hoogste besluitvormende orgaan van de Organisatie van Amerikaanse Staten (OAS).
De Algemene Vergadering is ontstaan als een onderdeel van de herstructurering van de OAS die plaatsvond na de goedkeuring van het Protocol van Buenos Aires (ondertekend 27 februari 1967, in werking met ingang van 12 maart 1970), dat uitgebreide wijzigingen bevatte van het organisatie-handvest. Voorafgaand aan deze veranderingen was het hoogste lichaam van de OAS de Inter-American Conference, die op zijn beurt was de opvolger was van de Internationale Conferentie van Amerikaanse Staten.
Het handvest bepaalt dat de Algemene Vergadering eenmaal per jaar bijeen geroepen wordt in een gewone zitting. In bijzondere omstandigheden, en met de goedkeuring van twee derde van de lidstaten, kan de Permanente Raad speciale zittingen organiseren.
De leden van de organisatie wisselen als gastheer van de Algemene Vergadering op rotatiebasis. De staten worden vertegenwoordigd bij de sessies door hun gekozen afgevaardigden: over het algemeen de ministers van buitenlandse zaken of hun benoemde plaatsvervangers. Elke staat heeft één stem, en met meeste onderwerpen - behalve voor diegene waar het handvest eigen procedureregels van specifiek tweederdemeerderheid vereist - worden vastgesteld met een gewone meerderheid van stemmen.
De bevoegdheden van de Algemene Vergadering omvatten:
- het vaststellen van algemene koers van de OAS en het beleid door middel van resoluties en verklaringen
- goedkeuring van de begroting en het bepalen van de bijdragen verschuldigd door de lidstaten
- goedkeuring van de verslagen en de acties van de gespecialiseerde agentschappen van de OAS is in het voorafgaande jaar en
- de verkiezing van leden voor die agentschappen.

## Vergaderingen
| Reguliere vergadering | Locatie                                    | Datum                 |
| --------------------- | ------------------------------------------ | --------------------- |
| 1                     | San José, Costa Rica                       | 14 - 23 april 1971    |
| 2                     | Washington D.C., Verenigde Staten          | 11 - 21 april 1972    |
| 3                     | Washington D.C., Verenigde Staten          | 4 - 15 april 1973     |
| 4                     | Atlanta, Georgia, Verenigde Staten         | 19 april - 1 mei 1974 |
| 5                     | Washington D.C., Verenigde Staten          | 8 - 19 mei 1975       |
| 6                     | Santiago, Chili                            | 4 - 18 juni 1976      |
| 7                     | Saint George's, Grenada                    | 14 - 22 juni 1977     |
| 8                     | Washington D.C., Verenigde Staten          | 21 juni - 1 juli 1978 |
| 9                     | La Paz, Bolivia                            | 22 - 31 oktober 1979  |
| 10                    | Washington D.C., Verenigde Staten          | 19 - 26 november 1980 |
| 11                    | Castries, Saint Lucia                      | 2 - 11 december 1981  |
| 12                    | Washington D.C., Verenigde Staten          | 15 - 21 december 1982 |
| 13                    | Washington D.C., Verenigde Staten          | 14 - 18 november 1983 |
| 14                    | Brasilia, Brazilië                         | 12 - 17 november 1984 |
| 15                    | Cartagena, Colombia                        | 5 - 9 december 1985   |
| 16                    | Guatemala-Stad, Guatemala                  | 11 - 15 november 1986 |
| 17                    | Washington D.C., Verenigde Staten          | 9 - 14 november 1987  |
| 18                    | San Salvador, El Salvador                  | 14 - 19 november 1988 |
| 19                    | Washington D.C., Verenigde Staten          | 13 - 18 november 1989 |
| 20                    | Asunción, Paraguay                         | 4 - 8 juni 1990       |
| 21                    | Santiago, Chili                            | 3 - 8 juni 1991       |
| 22                    | Nassau, Bahama's                           | 18 - 23 mei 1992      |
| 23                    | Managua, Nicaragua                         | 7 - 11 juni 1993      |
| 24                    | Belém in Pará, Brazilië                    | 6 - 10 juni 1994      |
| 25                    | Montrouis, Haïti                           | 5 - 9 juni 1995       |
| 26                    | Panama-Stad, Panama                        | 3 - 7 juni 1996       |
| 27                    | Lima, Peru                                 | 1 - 5 juni 1997       |
| 28                    | Caracas, Venezuela                         | 1 - 3 juni 1998       |
| 29                    | Guatemala-Stad, Guatemala                  | 6 - 8 juni 1999       |
| 30                    | Windsor, Canada                            | 4 - 6 juni 2000       |
| 31                    | San José, Costa Rica                       | 3 - 5 juni 2001       |
| 32                    | Bridgetown, Barbados                       | 2 - 4 juni 2002       |
| 33                    | Santiago, Chili                            | 8 - 10 juni 2003      |
| 34                    | Quito, Ecuador                             | 6 - 8 juni 2004       |
| 35                    | Fort Lauderdale, Florida, Verenigde Staten | 5 - 7 juni 2005       |
| 36                    | Santo Domingo, Dominicaanse Republiek      | 4 - 6 juni 2006       |
| 37                    | Panama-Stad, Panama                        | 3 - 5 juni 2007       |
| 38                    | Medellín, Colombia                         | 1 - 3 juni 2008       |
| 39                    | San Pedro Sula, Honduras                   | 2 - 3 juni 2009       |
| 40                    | Lima, Peru                                 | 6 - 8 juni 2010       |
| 41                    | San Salvador, El Salvador                  | 5 - 7 juni 2011       |
| 42                    | Cochabamba, Bolivia                        | 3 - 5 juni 2012       |
| 43                    | Antigua Guatemala, Guatemala               | 4 - 6 juni 2013       |
| 44                    | Asuncion, Paraguay                         | 3 - 5 juni 2014       |
| 45                    | Washington D.C., Verenigde Staten          | 15 - 16 juni 2015     |
| 46                    | Santo Domingo, Dominicaanse Republiek      | 13 - 15 juni 2016     |
| 47                    | Cancun, Mexico                             | 19 - 21 juni 2017     |
| 48                    | Washington D.C., Verenigde Staten          | 4 - 5 juni 2018       |
| 49                    | Medellín, Colombia                         | 26 - 28 juni 2019     |
| 50                    | Washington D.C., Verenigde Staten          | 20 - 21 oktober 2020  |
| 51                    | Guatemala (virtueel)                       | 10 -12 november 2021  |
| 52                    | Lima, Peru                                 | 5 - 7 oktober 2022    |